# Hemel Hempstead
Hemel Hempstead est une ville d'Angleterre située dans le Hertfordshire, au sein de l'Aire urbaine de Londres. D'après les chiffres de l'Office for National Statistics de 2011, elle a une population de 94 932 habitants.
Hemel Hempstead est le siège :
- d'une division de la société américaine BioRad en Angleterre.
- Britvic.

La série télévisée After Life diffusée sur Netflix y a notamment été en partie tournée.